# مارک مایلود
مارک مایلود (انگلیسی: Mark Mylod؛ زادهٔ ۱۹۵۶) کارگردان فیلم و تلویزیون، و تهیه‌کننده اهل بریتانیا است. او به خاطر کارش در سریال‌های تلویزیونی وراثت و بی‌شرم، و همچنین کارگردانی فیلم کمدی ترسناک صورت‌غذا (۲۰۲۲) شناخته شده‌است.